# 陳連偉
陳連偉，MH，香港新界政治人物，前任離島區議會當然議員、南丫島北段鄉事委員會主席及鄉議局議員。

## 簡歷
陳連偉早年就讀南丫北段公立小學，為南丫島大灣村的原居民代表，該村為南丫島規模最大的村落。2007年3月，他當選為南丫島北段鄉事委員會的主席，翌月以當然議員身份加入離島區議會。
陳連偉曾在多次受訪時表示南丫島並不需要城市化發展，應保持香港後花園的風貌。同時，鄉委會堅拒外來的連鎖式商家進駐南丫島。他認為當連鎖店進駐島上時，當地島民做街坊生意的士多、五金、雜貨舖就不能生存，從而令民生經濟消失，以及令物價由集團壟斷。因此，南丫島至今依然保留1950年代的風貌，全數樓宇皆為村屋，以及成為唯一沒有任何連鎖店的主要離島。
除區議員及鄉事組織的職務外，陳連偉還擔任由南丫島北段鄉事委員會營辦的南丫北段公立小學的校監職務。